# Mrayan
Mrayan is een bestuurslaag in het regentschap Ponorogo van de provincie Oost-Java, Indonesië. Mrayan telt 6111 inwoners (volkstelling 2010).